# Hans Somers (voetballer)
Hans Somers (Mechelen, 9 maart 1978) is een Belgisch voetbalcoach en voormalig profvoetballer die doorgaans als linkermiddenvelder speelde. Somers kon tevens centraal op het middenveld en op linksachter uit de voeten.

## Spelerscarrière

### Begin
Somers begon zijn profcarrière bij Lierse SK, waarvoor hij vijf seizoenen uitkwam. In drie van die seizoenen was hij een vaste kracht. Somers is een middenvelder, zijn kracht ligt niet in het scoren van doelpunten, maar in het voorbereiden zodat anderen kunnen scoren. Ook stond hij bij FC Utrecht bekend om zijn verre ingooi. Na zijn avontuur bij Lierse SK, vertrok Somers naar Turkije waar hij ging voetballen bij Trabzonspor. Ook hier was hij basisspeler en was hij voornamelijk aangever, maar wist hij toch ook wel af en toe een doelpunt mee te pikken.

### FC Utrecht
Na drie seizoenen Trabzonspor maakte Somers de overstap naar de Eredivisie, waar hij ging spelen bij FC Utrecht. FC Utrecht had in 2004 de Amstel Cup gewonnen en mocht daarom voor de Johan Cruijff Schaal aantreden tegen landskampioen Ajax. Op een paar oefenwedstrijden na, was deze wedstrijd het officiële debuut in het shirt van FC Utrecht van Somers. Somers was in feite geblesseerd, maar werd toch geselecteerd door trainer Foeke Booy, die hem in de 85e minuut liet invallen voor aanvoerder Jean-Paul de Jong. Somers boog kort daarop met twee goals de 2-1-achterstand om in een 2-3-voorsprong. In de blessuretijd legde Darl Douglas de 2-4-eindstand vast, waardoor Utrecht de Johan Cruijff Schaal 2004 in de lucht mocht steken. In de Eredivisie scoorde hij dat seizoen eveneens twee doelpunten, een gemiddelde dat hij ook in de vier seizoenen daarop aanhield. In het seizoen 2009/10 kwam hij slechts eenmaal in actie: op de slotspeeldag van het seizoen 2009/10 tegen SBV Vitesse (2-2) liet trainer Ton du Chatinier hem in de 71e minuut invallen voor Gianluca Nijholt. Eerder had Somers al te horen gekregen dat zijn aflopende contract niet verlengd zou worden.

### Amateurvoetbal
In de zomer van 2010 was Somers even op de proef bij z'n ex-club Lierse SK, maar na amper twee trainingsdagen hield Somers het voor bekeken bij gebrek aan klik met toenmalig trainer Aimé Anthuenis. Somers kreeg nog aanbiedingen van toenmalig tweedeklasser KV Oostende en uit het buitenland, maar in het najaar van 2010 zette hij een punt achter zijn profcarrière.
Somers volgde na zijn profcarrière een opleiding Leraar Lichamelijke Opvoeding. Hij sloot zich ook aan bij derdeprovincialer KSV Schriek. Na twee opeenvolgende titels promoveerde hij in 2013 naar Eerste provinciale met de club. Later speelde hij ook nog voor Tielt-Winge 3000.
Na zijn opleiding verzorgde hij even de administratie voor een onderneming in vermogensbegeleiding bij het bedrijf van een vriend van hem.

## Statistieken

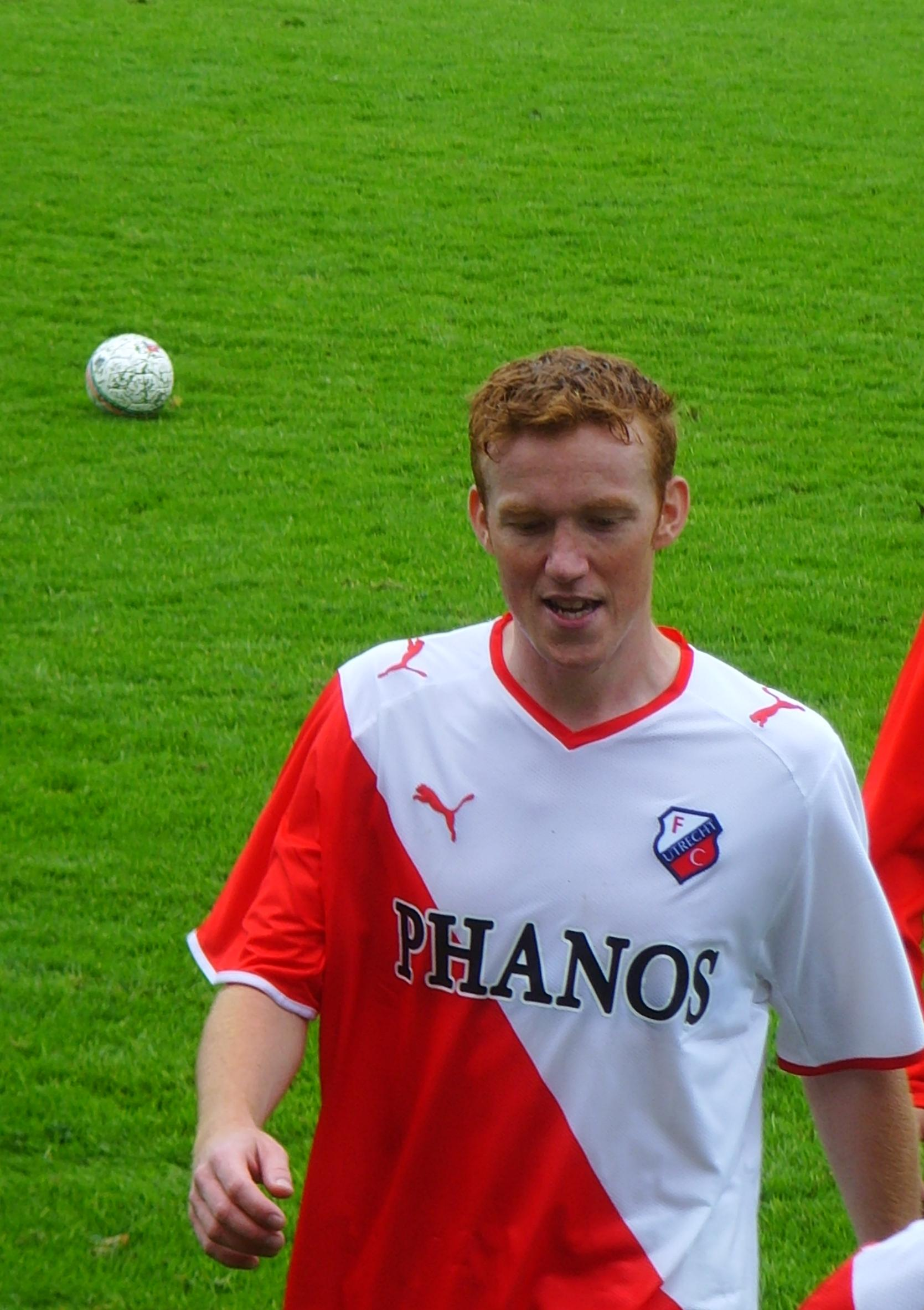
Hans Somers na afloop van de eerste training van het seizoen 2008-2009

| Seizoen | Club        | Land      | Competitie     | Wedstr. | Goals |
| ------- | ----------- | --------- | -------------- | ------- | ----- |
| 1996/97 | Lierse SK   | België    | Jupiler League | 3       | 0     |
| 1997/98 | Lierse SK   | België    | Jupiler League | 12      | 1     |
| 1998/99 | Lierse SK   | België    | Jupiler League | 24      | 8     |
| 1999/00 | Lierse SK   | België    | Jupiler League | 28      | 5     |
| 2000/01 | Lierse SK   | België    | Jupiler League | 31      | 7     |
| 2001/02 | Trabzonspor | Turkije   | Süper Lig      | 29      | 5     |
| 2002/03 | Trabzonspor | Turkije   | Süper Lig      | 17      | 1     |
| 2003/04 | Trabzonspor | Turkije   | Süper Lig      | 24      | 3     |
| 2004/05 | FC Utrecht  | Nederland | Eredivisie     | 27      | 2     |
| 2005/06 | FC Utrecht  | Nederland | Eredivisie     | 30      | 2     |
| 2006/07 | FC Utrecht  | Nederland | Eredivisie     | 31      | 3     |
| 2007/08 | FC Utrecht  | Nederland | Eredivisie     | 22      | 2     |
| 2008/09 | FC Utrecht  | Nederland | Eredivisie     | 8       | 1     |
| 2009/10 | FC Utrecht  | Nederland | Eredivisie     | 1       | 0     |
| Totaal  |             |           |                | 287     | 40    |

## Trainerscarrière

### KSK Hasselt
In juni 2017 werd hij aangesteld als trainer bij amateurclub KSK Hasselt. Daar had hij spelers als Senne Vits, Jarne Vrijsen, Timothy Durwael en Bjorn Ruytinx onder zich. Begin februari 2018 stapte hij op bij Hasselt.

### KRC Genk (jeugd)
In de zomer van 2018 raakte bekend dat hij de U18 van KRC Genk zou gaan trainen. Met deze lichting werd hij zowel in 2019 als in 2020 kampioen. In juni 2020 werd hij na het vertrek van Kevin Van Dessel doorgeschoven als beloftentrainer van Genk. De Genkse beloften sloten het seizoen 2021/22 af als ongeslagen kampioen, waardoor Jong Genk een van de vier beloftenteams was die in het seizoen 2022/23 van start mochten gaan in Eerste klasse B. Een paar weken later hadden de Genkse beloften de kroon op het werk kunnen zetten door naast de titel ook de Beker van België voor beloften te winnen, maar de jongens van Somers trokken in de strafschoppenserie tegen RSC Anderlecht aan het kortste eind.
Somers startte het avontuur in Eerste klasse B met een 4-1-zege tegen Lierse Kempenzonen, maar moest daarna tot de negende competitiespeeldag wachten op een volgende zege. Door deze tweede seizoenszege was Jong Genk niet langer alleen laatste. Jong Genk bleef een heel seizoen in de degradatiezone hangen, maar slaagde er – ondanks de povere 6 op 30 in de degradatie-playoffs – uiteindelijk in om zich te handhaven in Eerste klasse B. Somers stelde dat seizoen maar liefst 41 spelers op, waarvan velen (waaronder Mika Godts) hun profdebuut maakten.
Een kleine twee weken na afloop van het seizoen 2022/23 raakte bekend dat Somers stopte als coach van Jong Genk.

### OH Leuven (assistent)
In juni 2023 verhuisde Somers naar Oud-Heverlee Leuven, waar hij aan de slag ging als T2 van Marc Brys. De passage van Somers in Leuven was geen lang leven beschoren: begin oktober 2023 werd de samenwerking reeds stopgezet omdat beide partijen iets anders verwacht hadden van de samenwerking.

### KMSK Deinze
Na zijn vertrek bij OH Leuven bleef Somers niet lang zonder club, want in november 2023 haalde KMSK Deinze hem binnen om Marc Grosjean op te volgen als hoofdtrainer. Deinze stond op dat moment vierde in Eerste klasse B, op slechts drie punten van het leidersduo Zulte Waregem-Beerschot VA. Somers sloot het kalenderjaar 2023 af met 9 op 12, waardoor Deinze bij de jaarwisseling derde stond, nog steeds op drie punten van voornoemd leidersduo. Dat seizoen plaatsten de nummers drie tot en met zes in Eerste klasse B zich voor een nacompetitie die, bij winst in de halve finale en finale, recht gaf op een barragewedstrijd tegen het nummer veertien van de Jupiler Pro League.
Deinze bleef tijdens de rest van het seizoen in de top zes staan en eindigde uiteindelijk derde in de reguliere competitie, op drie punten van kampioen Beerschot en op slechts één punt van nummer twee FCV Dender EH. In de halve finale van de play-offs nam Deinze tweemaal de maat van Patro Eisden Maasmechelen, maar in de finale liep het mis tegen Lommel SK. Een maand na de gemiste promotie gingen trainer en club uit elkaar.

### OH Leuven (interim)
In juni 2024 keerde Somers terug naar Oud-Heverlee Leuven, waar hij ditmaal als Academy Manager aan de slag ging. Toen hoofdtrainer Óscar García in november 2024 ontslagen werd, nam Somers ad interim over bij de Leuvenaars. Somers benadrukte voor de competitiewedstrijd tegen Union Sint-Gillis dat het niet de bedoeling was om na een eventuele succesvolle interimperiode verder te gaan als hoofdtrainer, zoals eerder dat jaar bij Nicky Hayen en David Hubert het geval was geweest bij respectievelijk Club Brugge en RSC Anderlecht. In zijn debuutwedstrijd als interimtrainer pakte Somers een punt tegen Union Sint-Gillis, een week later werd RSC Anderlecht op 0-0 gehouden. Somers sloot zijn passage als interim-trainer af met een 5-0-bekerzege tegen Zulte Waregem.

## Erelijst
SPELER
 K. Lierse S.K.
- Kampioen van België

1997
- Beker van België

1999
- Belgische Supercup

1997
1999
 Trabzonspor
- Beker van Turkije

2003
2004
 FC Utrecht
- Johan Cruijff Schaal

2004

COACH
 KRC Genk U18
- Kampioen van België

2018-2019
2019-2020
 KRC Genk U21
- Kampioen van België

2020-2021
2021-2022